# Jože Žitnik
Jože Žitnik, slovenski zdravnik kirurg in onkolog, * 14. november 1906, Šmarje - Sap, † 19. marec 1973, Ljubljana.

## Življenje in delo
Po končani gimnaziji v Ljubljani (1925) je prav tu začel s študijem medicine, ga nadaljeval v Gradcu ter 1932 diplomiral. Po odsluženju vojaškega roka je dve leti volontiral v splošni bolnišnici v Ljubljani. Leta 1935 je nastopil službo zdravnika-pripravnika v splošni bolnišnici v Mariboru, kjer se je začel posvečati kirurgiji. Leta 1939 se je specializiral iz torakalne kirurgije na Golniku. Pred začetkom  vojne je bil mobiliziran, nato ujet, a se rešil v Ljubljano in 1941 zaposlil na Zavodu za zdravljenje in raziskovanje novotvorb (danes Onkološki inštitut); 1942 opravil še specializacijo iz splošne kirurgije. Od 1958 je bil primarij na Onkološkem inštitutu. Posvetil se je izključno onkologiji in bil v inštitutu 15 let edini specialist splošne kirurgije. Največ se je posvečal kliniki in terapiji raka na dojki; po njem je imenovan Center za bolezni dojk na Onkološkem inštitutu v Ljubljani. Osveščanju o raku je posvetil več poljudnih člankov in sodeloval pri izdelavi poljudnoznanstvenih filmov kot npr. Da ne bo prepozno. Je avtor knjige Rak, bolezen naših dni (1966)